# Sant Vicenç d'Eus (segle XVIII)

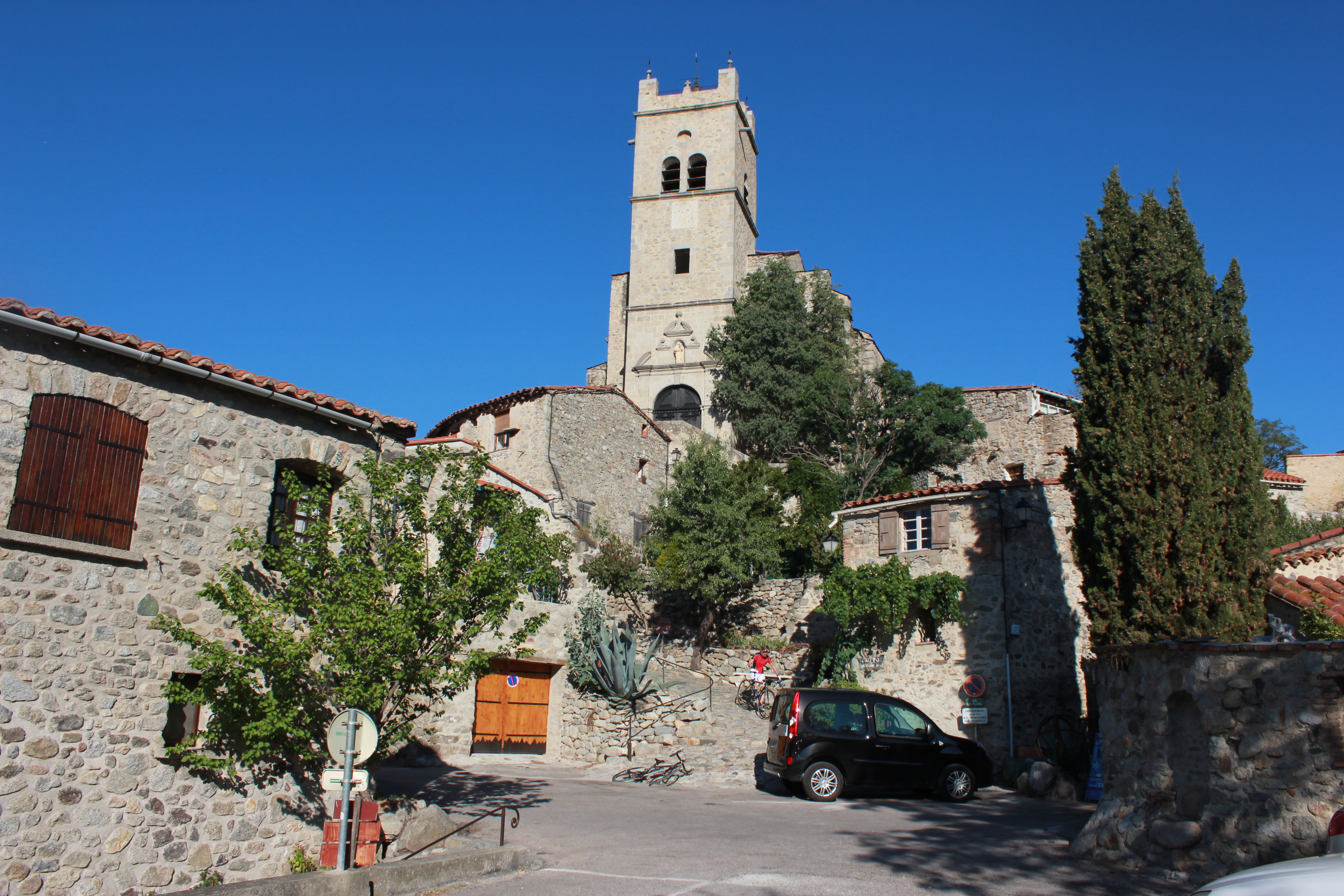
Vista de l'església des de baix del turó

Sant Vicenç d'Eus és l'actual església parroquial del poble d'Eus, a la comarca del Conflent, a la Catalunya del Nord. En el mateix lloc hi havia hagut, abans del segle xviii, la capella de Santa Maria del Castell, denominació que encara s'utilitza alguns cops.
És situada al capdamunt del poble, en una posició dominant, en el cim del turó que dominava el Castell d'Eus.

## Història

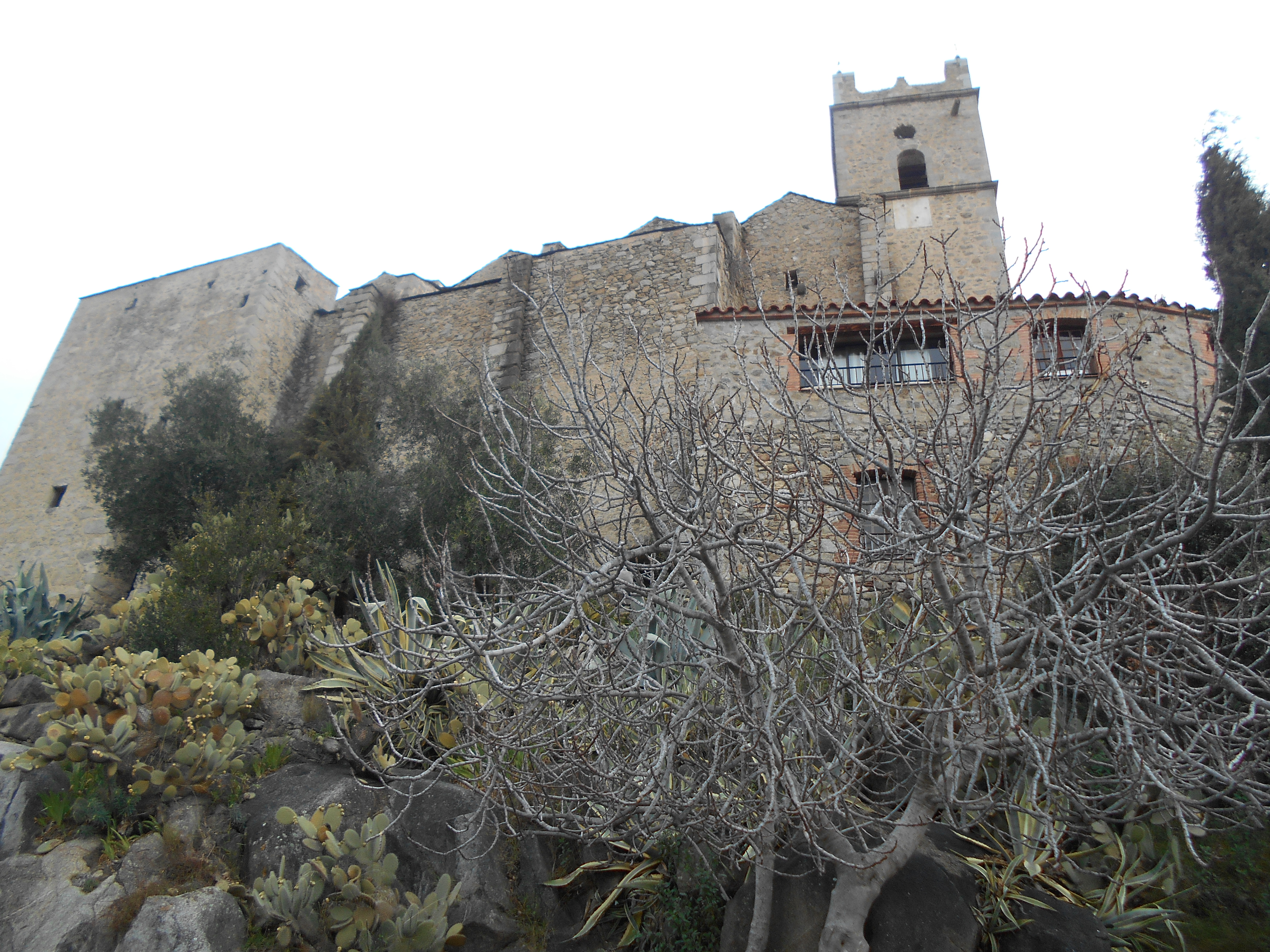
El castell i l'església d'Eus

El 1726, el capellà d'Eus convencé els vilatans per edificar un nou temple que substituís l'església romànica, petita i en males condicions. L'indret triat foren les restes de l'antic castell, que havia tingut una capella dedicada a Santa Maria. S'aprofitaren part de les ruïnes, tant de l'antiga capella com del mateix castell, i l'obra acabà el 1743.

## L'edifici

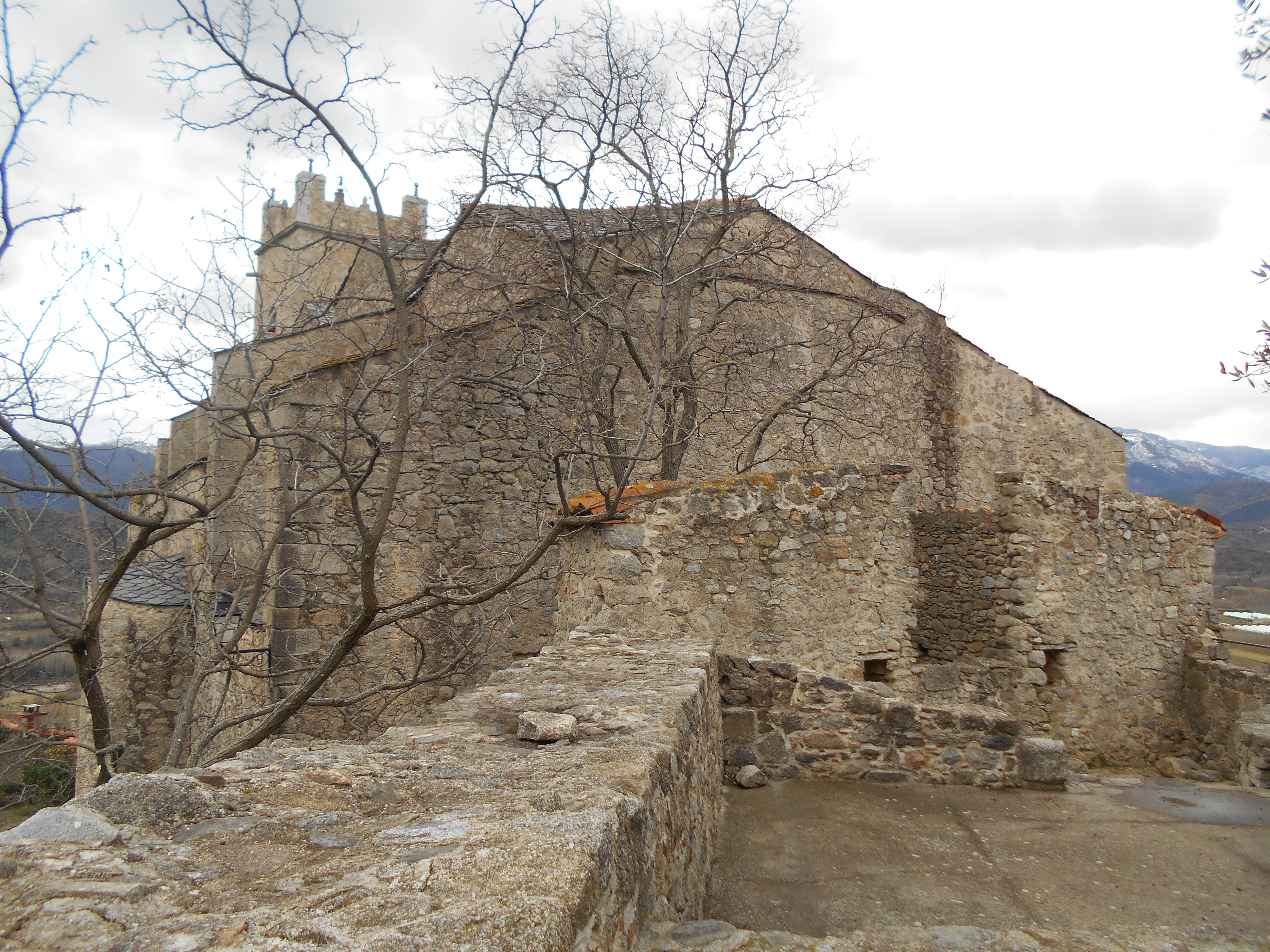
Capçalera de l'església

La seva estructura és semblant a les esglésies properes de Santa Eulàlia de Marqueixanes (del 1646), Sant Andreu de Catllà (del 1662) i Sant Pere de Prada (edificada del 1606 al 1769), i consta d'una gran nau central amb capelles laterals, i un gran campanar de base quadrada.

## Mobiliari
En el seu interior es poden admirar els retaules, el dedicat al Roser (del 1690) i el de l'altar major (1735-1736), obra de Pau Sunyer i de Lluís Baixa, i alguns altres de les capelles laterals, més modestos. Va ser declarat monument històric de França el 1990.